# Paul Balban
Paul John Balban és un polític gibraltareny, dietista registrat i ex-conductor de taxi. Va ser elegit per primera vegada al Parlament de Gibraltar en les eleccions generals del 2011 i ara és un ministre del Govern de Gibraltar, membre del Partit Socialista Laborista de Gibraltar (GSLP). Està casat i té tres filles.

## Biografia
Paul Balban està casat amb Gina i té tres filles. Durant molts anys, ha treballat com a taxista a Gibraltar, i va ser tresorer del Comitè de l'Associació de Taxis de Gibraltar. Va estudiar Nutrició i Ciència dels aliments a l'Oxford Brookes University i també té un títol de Postgrau en Dietètica del King's College de Londres. Més tard va convertir en un dietista registrat, practicant a la Central Clínic, a Horse Barrack Lane, Gibraltar.

### Carrera política
Balban va ser nomenat per a l'Executiva del GSLP el febrer de 2007, i va ser un dels deu candidats de l'aliança GSLP-Liberals per participar en les eleccions generals d'aquest any, però no va ser triat com un dels disset membres del Parlament. Va ser elegit al govern en les eleccions generals de 2011 amb 8.281 vots. El ministre en cap acabat d'elegir, Fabian Picardo, ha nomenat Balban com a Ministre de Trànsit, salut i de seguretat i serveis tècnics.